# Route nationale 34 (Congo-Kinshasa)
Pour les articles homonymes, voir Route nationale 34.

La route nationale 34 (RN34) est une route nationale de la République démocratique du Congo parcourant 90 km uniquement dans le district du Tanganyika.

## Parcours
Elle relie la RN5 à Kapona, à Moba sur le lac Tanganyika.